# دايسوكي اراكاوا
دايسوكي اراكاوا (14 أبريل 1976 كيوتو اليابان - ) هو لاعب كرة قدم ياباني، يلعب كمدافع.